# Болдирево (Ташлинський район)
Бо́лдирево (рос. Болдырево) — село у складі Ташлинського району Оренбурзької області, Росія.

## Населення
Населення — 445 осіб (2010; 558 у 2002).
Національний склад (станом на 2002 рік):
- росіяни — 92 %